# Colección Arqueológica de Dístomo
La Colección Arqueológica de Dístomo es una colección o museo de Grecia ubicada en la localidad de Dístomo, en Grecia Central.
Esta colección se fundó en 1994 para acoger principalmente los hallazgos procedentes de la antigua ciudad de Ambriso y de otros lugares de la región de Fócide oriental. Se encuentra albergada en el edificio de una antigua escuela.

## Colecciones
La colección comprende objetos que abarcan periodos comprendidos entre la Edad del Bronce y la época bizantina que proceden de las antiguas ciudades de Ambriso, Medeón, Bulis, Anticira y otra ubicada en el moderno Karakólito cuyo nombre antiguo es desconocido (quizá Eólide).  
La antesala del museo contiene una serie de estelas funerarias procedentes de la región de Dístomo de los periodos clásico, helenístico y romano. 
En la sala A se hallan las piezas procedentes de las antiguas ciudades de Anticira y Ambriso. Proceden de una necrópolis de Anticira una serie de objetos de cerámica y figurillas desde el periodo geométrico hasta la época de los primitivos cristianos. De Ambriso también hay objetos procedentes de tumbas pero también de casas, baños y talleres de la antigua ciudad. Una de las vitrinas contiene joyas y otros pequeños objetos procedentes de ambas ciudades. 
En la sala B se hallan objetos procedentes de la antigua Medeón, cuya cronología abarca desde sus orígenes en la Edad del Bronce temprano hasta la época romana. Otros hallazgos de esta sala proceden de tumbas de Karakólito y Zemenó. La mayor parte de las piezas expuestas son recipientes de cerámica. También hay un monumento funerario del siglo VI a. C. y una cabeza de león de arcilla del siglo IV a. C. que funcionaba como desagüe del agua de lluvia, procedentes de Anticira.